# IC 4788
IC 4788 је спирална галаксија у сазвјежђу Паун која се налази на листи објеката дубоког неба у Индекс каталогу.
Деклинација објекта је - 63° 27' 9" а ректасцензија 18h 54m 40,9s. Привидна величина (магнитуда) објекта IC 4788 износи 15,3 а фотографска магнитуда 16,0. IC 4788 је још познат и под ознакама ESO 104-21, FGCE 1333, PGC 62555.